# Cochlearia micacea
Cochlearia micacea är en korsblommig växtart som beskrevs av E.S. Marshall. Cochlearia micacea ingår i släktet skörbjuggsörter, och familjen korsblommiga växter. Inga underarter finns listade i Catalogue of Life.